# IP camera
IP Camera (trong tiếng Anh là Internet Protocol Camera, viết tắt IP Camera), là một loại camera được điều khiển và sử dụng từ xa qua mạng. Mỗi Camera được có một địa chỉ IP có thể hoạt động độc lập hoặc kết hợp thành một hệ thống mà không bị giới hạn về số lượng camera.

## Lịch sử
IP Camera được thương mại hóa lần đầu vào năm 1996, bởi hãng Axis Communications

## Đặc điểm
IP Camera có ưu điểm thu được hình ảnh với độ nét và số megapixel cao.
Một lợi thế của camera IP là khả năng sử dụng hệ thống dây mạng sẵn có để truyền điện (PoE) phục vụ cho hệ thống camera. Điều này được tuân theo tiêu chuẩn TIA/EIA-568-B với giới hạn khoảng cách từ switch tới camera là 100m.
Lưu lượng tín hiệu IP cần lưu ý các vấn đề: băng thông, thay đổi tỉ lệ bit, kích thước file lớn, cân bằng tải, virus và độ trễ. Nếu mạng có vấn đề dù chỉ trong giây lát, hình ảnh sẽ bị gián đoạn hoặc kém chất lượng.
Dữ liệu IP có thể được mã hóa và khó có thể biết được nội dung nếu bị đánh cắp.
IP Camera đòi hỏi một số kỹ năng mạng cơ bản cho việc lắp đặt ở quy mô nhỏ. Nhưng ở những quy mô lớn hơn như doanh nghiệp, việc lắp đặt camera IP yêu cầu người lắp đặt phải trang bị kỹ năng và chuyên môn kỹ thuật nhiều hơn.
IP Camera cần một NVR để giao tiếp với từng camera cụ thể. Mỗi khi muốn lắp đặt một camera mới, bạn cần đảm bảo rằng NVR có hỗ trợ cho camera đó. Bởi vì NVR có thể chỉ hỗ trợ một số camera giới hạn của một nhà sản xuất cụ thể.
Ngày nay, chuẩn ONVIF được sử dụng chung cho tất cả camera và đầu ghi hình, giúp NVR và Camera IP hỗ trợ lẫn nhau.
Một trong những ưu điểm của IP là nếu muốn thêm vào một camera IP mới, chỉ cần cắm vào bất kỳ kết nối mạng nào. Tuy nhiên, khi muốn mở rộng hệ thống camera lên quy mô lớn cho các doanh nghiệp, cần phải có những thiết bị quản lý chuyên dụng và băng thông cần thiết.
IP Camera có thể đắt hơn gấp 3 lần so với camera bình thường. Việc lắp đặt hệ thống cho IP Camera có thể trở nên rất tốn kém bởi nó đòi hỏi phải có các switch và các thiết bị ngoại vi.

## Ưu điểm của Camera IP:
- Tiết kiệm tiền dây và công lắp đặt do kết nối camera bằng sóng Wi-Fi.
- Nhiều camera Wi-Fi hiện nay có khả năng xoay ngang đến 355 độ, xoay dọc đến 120 độ giúp hạn chế điểm mù góc chết hơn so với các loại camera thông thường. Cho phép người dùng quan sát chi tiết mọi vật xung quanh.
- Hỗ trợ âm thanh 2 chiều.
- Không phải khoan tường, đi dây nên đảm bảo được tính thẩm mĩ cho công trình.
- Dễ lắp đặt, dễ di chuyển, dễ sửa chữa.
- Độ phân giải cao cho hình ảnh HD 720P, 1080P sắc nét.
- Một vài loại camera Wi-Fi còn hỗ trợ thẻ nhớ dung lượng 128GB giúp lưu trữ hình ảnh thuận tiện và lâu hơn.
- Tích hợp công nghệ hồng ngoại quan sát được cả ban ngày lẫn đêm.
- Giá thành, chi phí đầu tư khá rẻ.

## Nhược điểm của Camera IP:
- Sử dụng thẻ nhớ để lưu trữ lên thời gian lưu trữ không được lâu ngày.
- Do truyền tải cả âm thanh và hình ảnh, Camera IP sẽ phải sử dụng đường truyền Internet mạnh để có thể xem được trực tuyến.
- Sử dụng mạng Wi-Fi nên sẽ không được ổn định bằng các kết nối có dây.
- Tầm bắt sóng Wi-Fi yếu sẽ ảnh hưởng tới chất lượng.
- Camera có bảo mật thấp, dễ bị xâm nhập và điều khiển dữ liệu dễ dàng.

## Các loại camera:
Tùy theo chức năng của chúng, Camera IP thường được phân loại thành ba loại chính là camera cố định (fixed), camera varifocal và camera pan-tilt-zoom (PTZ). Camera cố định có góc nhìn cố định về đối tượng, trong khi camera varifocal có khả năng điều chỉnh zoom của hình ảnh từ xa. Ngoài ra, camera PTZ có khả năng điều chỉnh hướng của bộ phận camera theo bất kỳ hướng nào từ xa. Điều này có thể được sử dụng để theo dõi chuyển động hoặc điều chỉnh vùng giám sát thủ công. Camera IP có thể được thiết kế cho việc sử dụng trong nhà hoặc ngoài trời. Camera ngoài trời thường được xếp hạng IP65/IP67 để chống chịu điều kiện thời tiết ngoài trời.
Camera IP có thể cung cấp nhiều công nghệ hình ảnh số khác nhau như camera đa cảm biến (multi-sensor), camera toàn cảnh (panoramic) và camera hồng ngoại (thermal imaging).

## Những vấn đề thường gặp
Trong thời gian gần đây, có khá nhiều vấn đề về IP Camera đã được báo cáo, nhưng tiêu biểu nhất là vấn đề kĩ thuật của hãng CCTV.